# Fuente Minoica

Plano del Santuario de Apolo

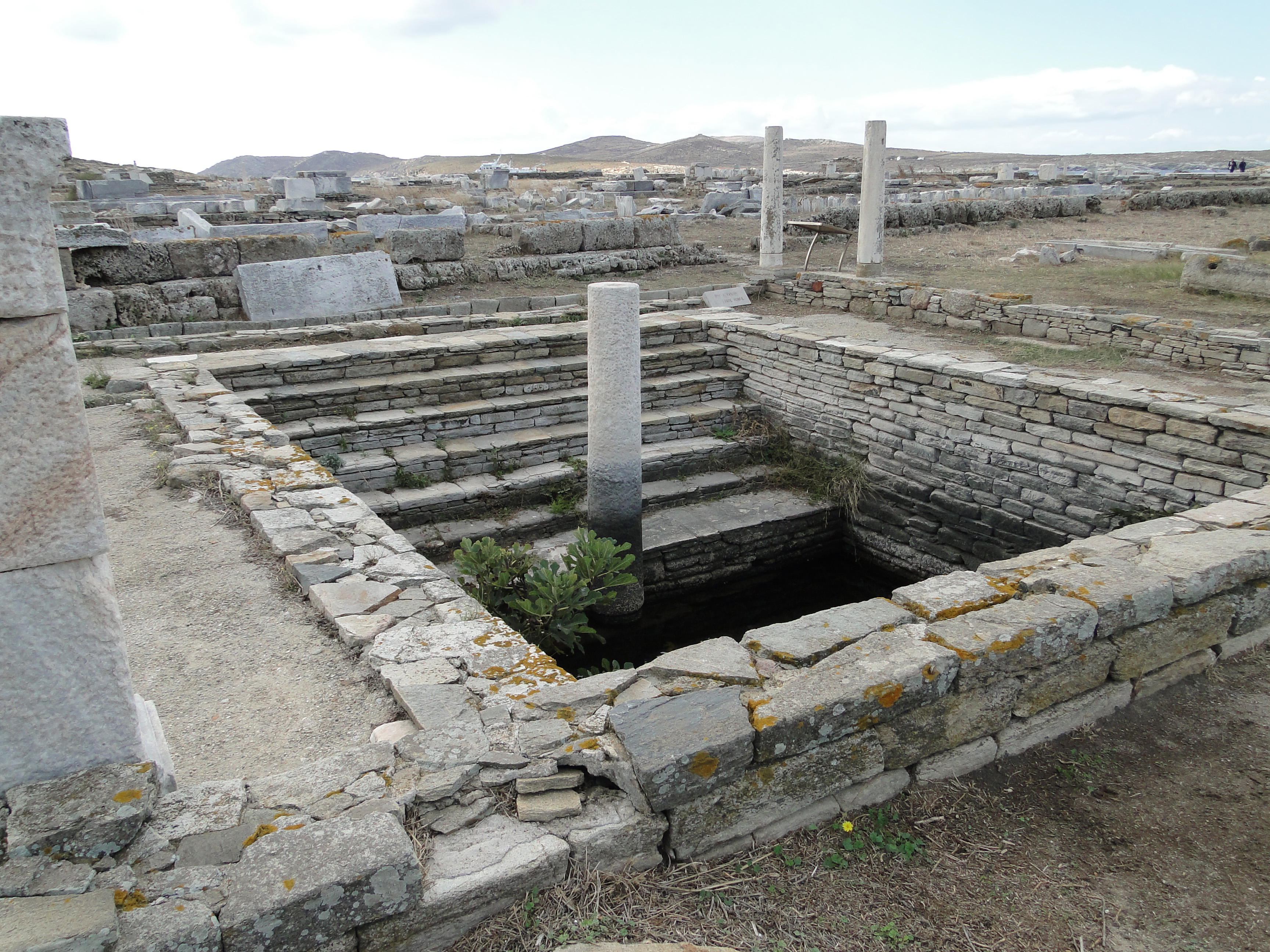
Fuente Minoica en Delos

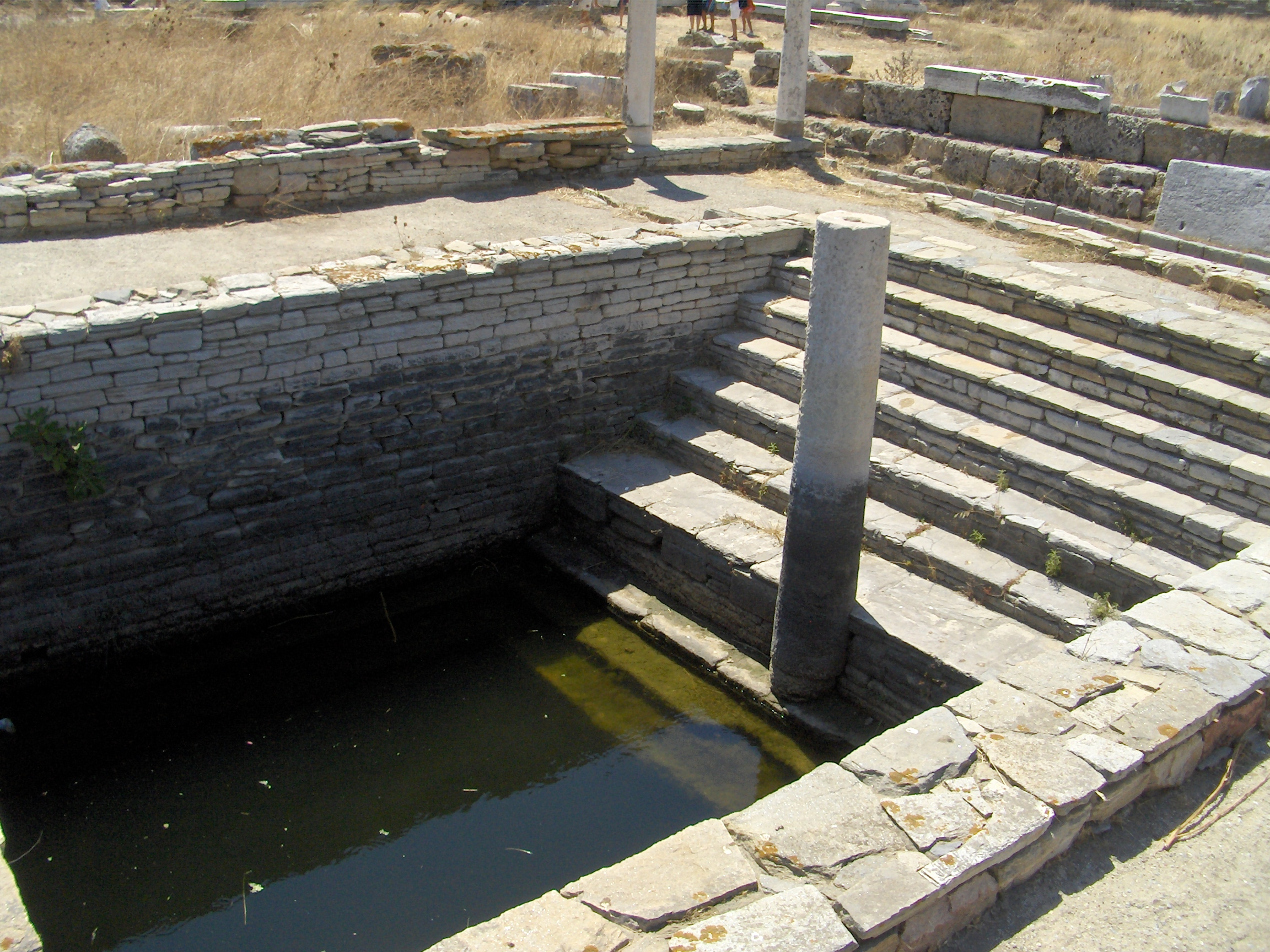
Nueve escalones conducían al nivel del agua.

La Fuente Minoica es una fuente pública monumental del yacimiento arqueológico de la antigua isla de Delos (Grecia). Fue tallada directamente en la roca natural, y está situada directamente detrás de la Estoa de Antígono, fuera del témenos del Santuario de Apolo en la isla de Delos. La fuente formalizó el uso del manantial sagrado, y fue dedicada al Culto de las Ninfas. 

## Descripción
En el siglo VI a. C., la fuente estaba cubierta por un edificio cuadrado con techo a cuatro aguas y paredes en tres lados. Fue construido con hiladas regulares de granito y gneis. Una fachada monumental en el lado sur daba acceso a la fuente a través de un pórtico revestido con pequeñas columnas dóricas. Nueve escalones conducían hasta el nivel del agua. Una delgada columna dórica se alzaba en el tercer escalón inferior para sostener el techo.  La columna sigue en pie y el manantial todavía se llena de agua.

## Decoración
Cuando se realizaron reparaciones a mediados del II a. C., la fuente estaba decorada con un fresco que representaba a un dios río con tres ninfas. La inscripción dedicaba la fuente a las Ninfas Minoicas. Una estela inscrita que data del siglo V regulaba el uso de la fuente pública con la norma: «No lavar, nadar o arrojar heces al manantial sagrado». Los infractores se enfrentaban a una multa monetaria. 